# Presidente
Presidente je rijeka u Kolumbiji, pritoka rijeke Sardinata. Pripada slijevu jezera Maracaibo.